# Maksym Márchenko
Maksym Myjáilovych Márchenko (en ucraniano: Максим Михайлович Марченко; nacido el 10 de febrero de 1983) es un coronel ucraniano, excomandante de la 28.ª Brigada Mecanizada y del Batallón Aidar de las Fuerzas Terrestres de Ucrania y gobernador del óblast de Odesa desde el 1 de marzo de 2022 hasta el 15 de marzo de 2023.

## Biografía
Márchenko nació el 10 de febrero de 1983 en Sloviansk, óblast de Donetsk. En 2005, se graduó del Instituto de Tropas de Tanques de Járkov y estudió el Instituto de Comando y Estado Mayor para el Uso de Tropas (Fuerzas) de la Universidad Nacional de Defensa de Ucrania.
De 2015 a 2017, se desempeñó como comandante de uno de los batallones de asalto de las Fuerzas Terrestres de Ucrania, el Batallón Aidar.
Posteriormente, en 2017, fue nombrado subcomandante de la Brigada Mecanizada 92, donde permaneció un breve tiempo porque estuvo al frente de otra brigada durante un año.
En abril de 2019, fue ascendido al grado de coronel.

### Gobernador del óblast de Odesa
El 1 de marzo de 2022, durante la invasión rusa de Ucrania, fue nombrado gobernador del óblast de Odesa, sucediendo a Serhí Hrynevetskyi. El 15 de marzo de 2022, Marchenko nombró a Anatoly Vorojáiev como su adjunto. El mismo día, Márchenko se reunió con Bernard-Henri Lévy en Odesa.